# William Phillips
William Daniel Phillips (Wilkes-Barre, 5 novembre 1948) è un fisico statunitense, vincitore, insieme a Steven Chu e Claude Cohen-Tannoudji, del premio Nobel per la fisica nel 1997, per le ricerche sul raffreddamento laser e in particolare per «lo sviluppo di metodi per raffreddare e catturare gli atomi tramite laser».

## Biografia
Phillips era figlio di William Cornelius Phillips (di origini gallesi) e Mary Catherine Savino (nata a Ripacandida come Maria Caterina). I suoi genitori si trasferirono a Camp Hill, vicino Harrisburg, nel 1959. Si laureò presso lo Juniata College nel 1970. Ottenne poi il dottorato presso il Massachusetts Institute of Technology, con una tesi riguardante il momento magnetico dei protoni nell'acqua. Poco dopo essersi iscritto al MIT, sposò Jane Van Wynen.